# Bernard Jaruszewski
Bernard Jaruszewski (ur. 21 września 1916 w Toruniu, zm. 11 lutego 1945 w Mauthausen-Gusen) – polski kleryk katolicki, Sługa Boży Kościoła katolickiego.

## Życiorys
Pochodził z robotniczej rodziny Jana i Julianny z domu Bartoszyńskiej. Uczęszczał do miejscowej szkoły powszechnej, ukończył I Liceum Ogólnokształcące w Toruniu, a po zdaniu matury został przyjęty do Wyższego Seminarium Duchownego w Pelplinie (1934). W czasie studiów chorował co przedłużyło naukę. W tym okresie przystąpił do Sodalicji Mariańskiej, a 23 października 1936 roku wystąpił z prośbą do bpa Stanisława Okoniewskiego o udzielenie tonsury (oficjalnego znaku włączenia w szeregi duchowieństwa) i święceń niższych. Złożył końcowe egzaminy w czerwcu 1939. Wybuch II wojny światowej zastał go na wakacjach w Żukowie. Nie mogąc dostać się do seminarium wrócił do Torunia i tam podjął pracę.
Aresztowany został w 1943 roku i początkowo przetrzymywany w bydgoskim więzieniu. Przewieziony został do hitlerowskiego obozu koncentracyjnego Auschwitz-Birkenau, a 6 grudnia 1944 do Mauthausen-Gusen (112147). Zmarł wyczerpany, dobity zastrzykiem fenolu.
Bernard Jaruszewski postrzegany był jako osoba poważna, skupiona, opanowana i rozmodlona. Jego zainteresowania związane były z religią, literaturą, historią i filozofią. Swoją znajomością łaciny i greki dzielił się, pomagając kolegom w tłumaczeniach. Uważany był za wzorowego kleryka.
Jest jednym z 122 Sług Bożych, wobec których 17 września 2003 roku rozpoczął się proces beatyfikacyjny drugiej grupy męczenników z okresu II wojny światowej.

## Źródła internetowe
- Notatka biograficzna
- MARTYRS KILLED IN ODIUM FIDEI BY THE NAZIS DURING THE SECOND WORLD WAR (III) (ang.)